# Siège de Corbeil (1417)
Guerre de Cent Ans
Batailles
Le siège de Corbeil (début août 1417 - 28 octobre 1417) est un épisode de la guerre de Cent Ans, marqué par la tentative du duc de Bourgogne, Jean sans Peur, de s’emparer de la ville stratégique de Corbeil-Essonnes, contrôlée par les Armagnacs. Sous la conduite du connétable Bernard VII d'Armagnac et du capitaine Arnaud-Guilhem de Barbazan, la garnison Armagnac résiste efficacement, repoussant les assauts bourguignons. Le siège s’achève par la levée des opérations, précipitée par la décision de Jean sans Peur de se détourner pour libérer la reine Isabeau de Bavière, prisonnière des Armagnacs à Tours.

## Contexte
En 1417, la guerre de Cent Ans est exacerbée par la guerre civile entre les Armagnacs, soutenant le dauphin Charles, et les Bourguignons, menés par Jean sans Peur. Corbeil-Essonnes, située sur la Seine à 30 km au sud de Paris, est une place forte stratégique pour contrôler les voies d’approvisionnement vers la capitale, bastion Armagnac. Depuis avril 1417, le connétable Bernard VII d'Armagnac, dominant le gouvernement royal, concentre ses efforts contre Jean sans Peur, négligeant la menace anglaise en Normandie.
Jean sans Peur, après avoir rassemblé une armée à Arras en août 1417, progresse en Île-de-France, prenant Amiens, Beauvais, Pontoise, et Chartres, mais échoue à s’emparer de Paris. En octobre, il assiège Corbeil pour affamer la capitale, tout en apprenant l’exil forcé de la reine Isabeau de Bavière à Tours, sous la garde de trois officiers Armagnacs.

## Déroulement

### Début du siège
En août 1417, Arnaud-Guilhem de Barbazan, informé de l’avance bourguignonne, se retranche dans Corbeil avec une garnison d’environ 300 hommes, incluant Geoffroy de Mareuil et Guinot de Chastenet. Jean sans Peur, commandant une armée estimée à plusieurs dizaines de milliers d’hommes, assiège la ville, concentrant ses attaques du côté de Montlhéry. Il déploie une artillerie limitée, des béliers, tortues, et tours de siège, mais ne parvient pas à investir complètement la ville, permettant aux assiégés de recevoir des vivres.
Les Armagnacs, bien organisés, résistent grâce à une défense robuste des murailles et à l’inefficacité de l’artillerie bourguignonne, mal servie. La cavalerie bourguignonne, point fort de l’armée de Jean sans Peur, se révèle inadaptée pour un siège prolongé.

### Prolongation et difficultés
Le siège s’éternise, les troupes bourguignonnes souffrant du mauvais temps et d’une épidémie qui décime leurs rangs. Les assiégés, sous le commandement de Barbazan, maintiennent leur position, harcelant l’arrière-garde bourguignonne lors de sorties. Jean sans Peur, basé à Essonnes du 11 au 25 octobre, supervise les opérations, mais les privations et les désertions affaiblissent son armée.
Parallèlement, Jean sans Peur entre en contact secret avec Isabeau de Bavière via son secrétaire Jean de Drosay. La reine, prisonnière à Tours, lui promet son soutien s’il la libère, scellant l’accord par l’envoi de son sceau secret.

### Levée du siège
Le 26 octobre, Jean sans Peur, épuisé par l’échec du siège et motivé par la perspective d’une alliance avec Isabeau, décide de lever le camp. Il se replie vers Étampes, puis Chartres, le 28 octobre. Barbazan profite de la retraite pour harceler l’arrière-garde bourguignonne. Le 31 octobre, Jean sans Peur quitte Chartres avec une avant-garde menée par Jean de Fosseux, Jean III de Vergy, et Hector de Saveuse pour libérer Isabeau à Tours, où elle est délivrée le 2 novembre.

## Conséquences
La victoire défensive des Armagnacs à Corbeil renforce temporairement leur contrôle sur la Seine et protège les approvisionnements de Paris. Cependant, l’échec bourguignon est éclipsé par la libération d’Isabeau de Bavière, qui s’allie à Jean sans Peur, renforçant sa légitimité politique. Cette alliance fragilise la position de Bernard VII d'Armagnac, critiqué pour sa gestion autoritaire et son incapacité à contrer l’avance anglaise en Normandie.
Le siège accentue la dévastation des campagnes environnantes, déjà éprouvées par les combats de 1417. Les tensions entre Armagnacs et Bourguignons s’intensifient, préparant le terrain pour de nouveaux affrontements, notamment le siège de Senlis en 1418.